# The Leek Vol.3
The Leek Vol.3 è il ventesimo mixtape del rapper statunitense Chief Keef, pubblicato il 20 novembre 2015 dalle etichette discografiche Glo Gang e RBC Records.

## Tracce
1. That Be Me – 2:33
2. Born To Flex – 3:19
3. Bitch Stop Calling – 3:04
4. Walnuts – 3:02
5. Un Un – 2:51
6. That's it – 1:50
7. Lady Gaga – 2:50
8. Thots Gone Krazy – 3:08
9. Psych Ward – 3:30
10. Oh my Goodness – 4:16
11. Lucky Bastard – 4:56
12. Time's Up – 3:13
13. Ah Shit – 3:50
14. This Bitch – 3:00
15. Fever – 2:51